# 13260 Sabadell
13260 Sabadell este un asteroid din centura principală de asteroizi.

## Descriere
13260 Sabadell este un asteroid din centura principală de asteroizi. A fost descoperit pe 23 august 1998 la Montjoia de F. Casarramona și A. Vidal. Asteroidul prezintă o orbită caracterizată de o semiaxă mare de 2,55 ua, o excentricitate de 0,16 și o înclinație de 12,8° în raport cu ecliptica.